# Modrásek hnědoskvrnný
Modrásek hnědoskvrnný (Polyommatus daphnis) je druh denního motýla z čeledi modráskovitých (Lycaenidae). Rozpětí křídel motýla je 30 až 38 mm. Motýl je poznatelný podle zadních křídel, která jsou u samců mělce a u samic hluboce vroubkovaná. Samci mají stříbřitě modré zbarvení. Samice jsou hnědé s modrým popraškem a při kraji zadních křídel mají bílé půlměsícové skvrny.

## Výskyt

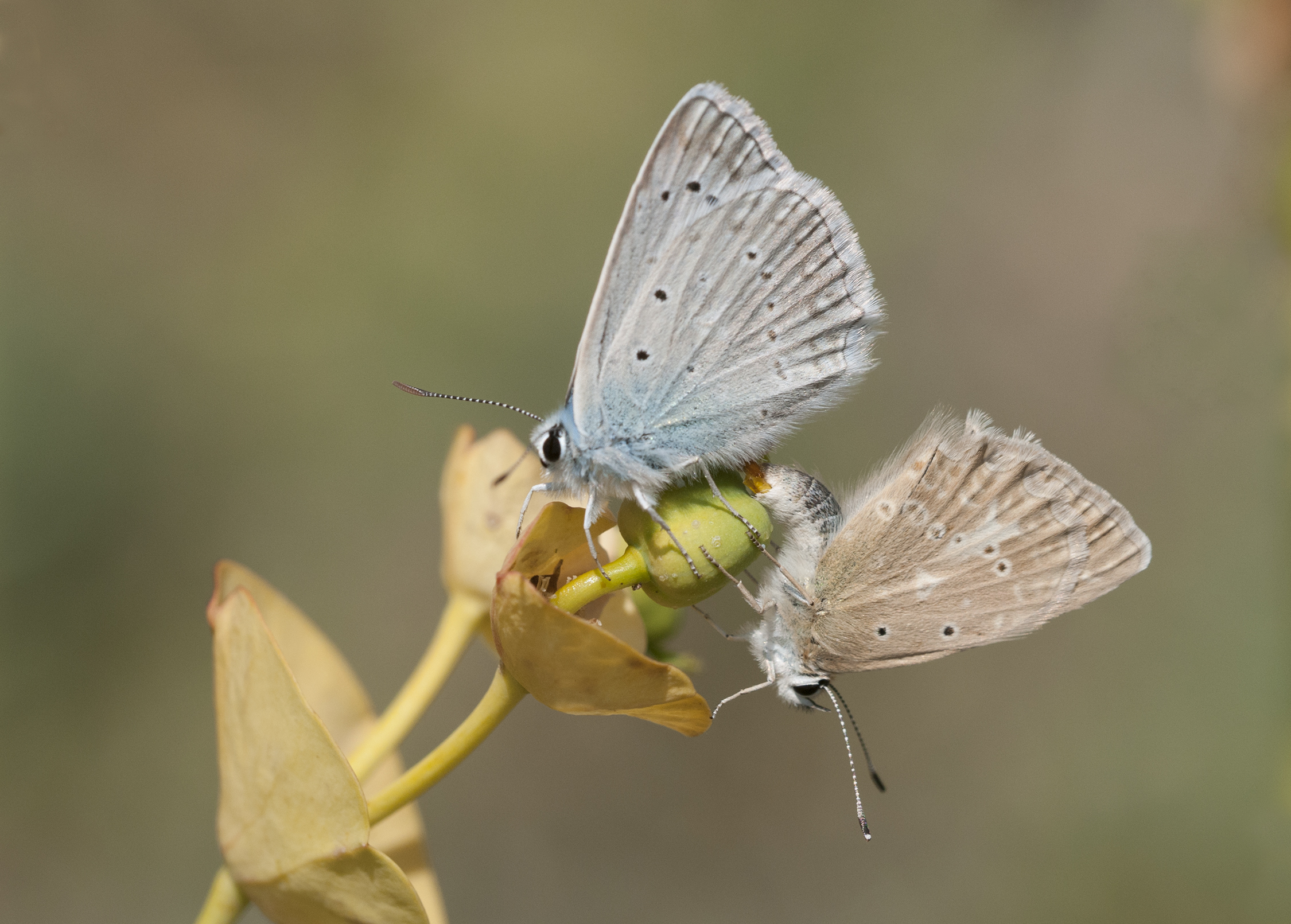
Kopulující pár (samec vlevo)

Motýl je rozšířený od severovýchodního Španělska přes jihovýchodní Francii, Itálii, střední Evropu, Balkán, Turecko a jižní části Ruska až po Írán. V České republice se tento druh vyskytuje roztroušeně v teplých oblastech ve středních a severních Čechách a na jihu Moravy. Zahlédnout ho lze na slunných svazích, suchých loukách a pastvinách, železničních náspech, v suchých úvozech, nebo v předpolí lomů.

## Chování a vývoj
Živnou rostlinou modráska hnědoskvrnného je čičorka pestrá (Securigera varia). Samice klade vajíčka jednotlivě na semeníky, zaschlé stonky, nebo listy živných rostlin. Housenky, které jsou fakultativně myrmekofilní (přítomnost mravenců není podmínkou jejich úspěšného vývoje), se živí listy. Motýl je jednogenerační (monovoltinní). Dospělce lze zahlédnout od července do srpna. Přezimuje vajíčko, nebo housenka 1. instaru.

## Ochrana a ohrožení
V České republice je tento druh modráska ohrožený. Na řadě míst vyhynul, především na střední a severní Moravě a dále na většině území jižních a východních Čech a též na Českomoravské vrchovině. Motýla ohrožuje především fragmentace a zarůstání vhodných lokalit.